# Elin
Elin ist ein skandinavischer und walisischer weiblicher Vorname griechischen Ursprungs, abgeleitet über Helena (griechisch Ἑλένη), sowie in Bulgarien ein männlicher Vorname. Die isländische Form des weiblichen Vornamens ist Elín.

## Namensträgerinnen

### Form Elin
- Elin Rodum Agdestein (* 1957), norwegische Politikerin
- Elin Danielson-Gambogi (1861–1919), finnlandschwedische Malerin
- Elin Ek (* 1973), schwedische Skilangläuferin
- Elin Larsson Forkelid (* 1984), schwedische Jazzmusikerin (Tenor- und Sopransaxophon, Komposition)
- Elin Fredsted (* 1953), dänische Sprachwissenschaftlerin
- Elin Hansson (* 1996), schwedische Handballspielerin
- Elin Holmlöv (* 1987), schwedische Eishockeyspielerin
- Elin Johansson (* 1990), schwedische Taekwondoin
- Elin Kallio (1859–1927), finnische Gymnastiklehrerin
- Elin Kåven (* 1979), samische Sängerin aus Norwegen
- Elin Kristiansen (* 1968), norwegische Biathletin
- Elin Anna Labba  (* 1980), schwedisch-samische Journalistin und Autorin
- Elin Lindqvist (* 1982), schwedische Schriftstellerin
- Elin Mattsson (* 1986), schwedische Biathletin
- Elin Nilsen (* 1968), norwegische Skilangläuferin
- Elin Reimer (1928–2022), dänische Schauspielerin
- Elin Rombo (* 1976), schwedische Opernsängerin (Sopran)
- Elin Rosseland (* 1959), norwegische Jazz-Sängerin und Komponistin
- Elin Skrzipczyk (* 1994), deutsche Popsängerin
- Elin Manahan Thomas (* 1977), walisische Opernsängerin (Sopran), spezialisiert auf Barockmusik
- Elin Wägner (1882–1949), schwedische Autorin, Journalistin und Feministin
- Elin Wallin (1884–1969), schwedische Malerin

Zwischenname
- Ragnhild Elin Aas (* 1974), norwegische Fußballspielerin
- Gerd-Elin Albert (* 1981), norwegische Handballspielerin
- Linda Elin Ulvaeus (* 1973), schwedische Schauspielerin

### Form Elín
- Elín Hirst (* 1960), isländische Politikerin
- Elín Metta Jensen (* 1995), isländische Fußballnationalspielerin
- Elín Petersdóttir (* 1972), isländisch-finnische Schauspielerin
- Elín Jóna Þorsteinsdóttir (* 1996), isländische Handballnationalspielerin

Zwischenname
- Ragnheiður Elín Árnadóttir (* 1967), isländische Politikerin

## Namensträger
- Elin Kolev (* 1996), deutscher Violinist
- Elín Ortiz (1934–2016), puerto-ricanischer Fernsehproduzent und Schauspieler
- Elin Topusakow (* 1977), bulgarischer Fußballspieler

### Künstlername
- Elin Pelin (1877–1949), Pseudonym des bulgarischen Schriftstellers Dimitar Iwanow Stojanow
- Hanns Elin, Pseudonym des österreichischen Komponisten Hanns Jelinek (1901–1969)

### Kunstfiguren
- Elin, im Rollstuhl sitzende Puppe in der Fernsehserie Sesamstraße